# جاغوار (شركة)
سيارات جاغوار (بالإنجليزية: Jaguar Cars)‏ هي علامة تجارية تابعة لجاغوار لاند روفر وهي شركة بريطانية لصنع السيارات يقع مركزها الرئيسي في ويتلي، كوفنتري، إنجلترا، وتعود ملكيتها إلى تاتا موتورز الهندية منذ العام 2008.
وقد تاسست الشركة في بلاكبول في عام 1922، وتغيرت إلى اس اس شوتزشتافل السيارات المحدودة في عام 1934 في كوفنتري، وأخيراً أصبحت جاغوار للسيارات المحدودة في عام 1945. وبعد عدة تغييرات لاحقة للملكية منذ الستينات، إن الشركة التي تملكها الآن الهند من خلال 'شركة تاتا موتورز، تمكنت من شرائها من شركة فورد في 2 حزيران / يونيو 2008.
حملت شركة جاغوار العهدة الملكية من قبل الملكة اليزابيث الثانية والأمير تشارلز.

## تاريخ الشركة

شعار شركة جاغوار

أسست الشركة في عام 1922، من قبل اثنين من المتحمسين هما، ويليام ليونز [الإنجليزية] وWilliam Walmsley، باسم جاغوار اس اس وان الاسم ظهر لأول مرة على دراجة ناريه بسعة 2,5 لتر في عام 1935. بعدها فإن الاسم الذي أعطي لكامل الشركة في عام 1945 عندما اسقطت اس اس نظرا لعدم وجود شعبية لها
جاغوار قدمت اسمها في الخمسينات من القرن الماضي مع مجموعة رائعه من السيارات الرياضية والفاخره والصالونات. وقد قامت الشركة بشراء شركة سيارات ديملير (ويجب عدم الخلط بينها وبينديملير - بنز)، في عام 1960 من شركة برمنغهام للاسلحة الصغيرة (قانون سرية المصارف).
- من اواخر الستينات.ديملير استخدم كاسم علامة تجارية لجاغوار وتعد من أفخم الصالونات.

اندمجت جاغوار مع شركة السيارات البريطانية (bmc) في عام 1966. بعدها الاندماج مع Leyland، والتي قد اتخذت بالفعل أكثر من مرحلة انتقال ومعيار للانتصار، ونتج في ذلك الحين الشركة البريطانية Leyland موتورز (blmc) في عام 1968. وبسبب الصعوبات المالية، ونشر تقرير رايدر أدى إلى تغيرات فعالة في عام 1975 وأصبحت الشركة البريطانية Leyland المحدودة هي (المجلس التشريعى في وقت لاحق بكل بساطة).
في السبعينات، جاغوار ديملير ماركيس شكلت جزءا من سيارات جاغوار ذات الشعبية الواسعه لكنها شهدت انتصار محدود إلى حين إعادة هيكلة الشركة في أوائل الثمانينات وقد شهد الجزء الأكبر من حجم صناعة وتطوير السيارات إلى جانب انها أصبحت تشبه ب فريق اوستن المتجول داخل جاغوار.

## الخصخصة
عن طريق شراء فورد
شركة فورد تقدمت بعرض لشراء حصة الشركة في ايلول / سبتمبر 1989 الذي تم قبوله في اجتماع عام استثنائي في كانون الثاني / يناير 1990 وازيلت جاغوار من القوائم في بورصة لندن في 28 شباط / فبراير 1990. وفي عام 1999 أصبحت جزءاً جديد من مجموعة فورد للسيارات إلى جانب كل من أستون مارتن وفولفو.
م بيع كل من لاند روفر وأستون مارتن في وقت لاحق في عام 2007. اما قضية جاغوار فبقيت مترنحه بين الإبقاء عليها اوبيعها منذ عام 1989 حتى عام 2008 حيث تقرر أن فورد لم تكسب اية ارباح من جاغوار لديربورن القائمة على صناعة السيارات.
منذ شراء لاند روفر في 2002 من قبل فورد، فقد ارتبطت ارتباطاً وثيقا مع جاغوار. وفي عدد كبير من البلدان مكونه من شركات للمبيعات وعلى شكل شبكة التوزيع (بما في ذلك تقاسم الوكلاء). وعملياً كانت الشركتان تسيران على نحو فعال في إطار مشترك داخل هيكل الإدارة في شركة فورد.
عن طريق بيع فورد
في 11 حزيران / يونية 2007، فورد اعلنت انها تخطط لبيع جاغوار، جنبا إلى جنب مع لاند روفر، وأبقت على خدمات غولدمان ساكس ومورجان ستانلى واتش اس بى سى واسداء المشورة إليها، على الصفقة.
البيع كان في البداية من المتوقع ان يتم الإعلان عنه بحلول ايلول / سبتمبر 2007، ولكنه تأجل حتى اذار / مارس 2008 وتم اعلام شركات الأسهم الخاصة في المملكة المتحدة.
استدعت فورد أوروبا مديرها التنفيذي السابق السيد Nick Scheele كي يصبح رئيس الشركة والمسؤول عن رأس المال والمقتنيات، وتولى السيد بيروس إدارة رأس مال الشركة التي يملكها ج ب مورغان تشيس ويديرها مدير فورد التنفيذي السابق جاك ناصر من الولايات المتحدة، وشركة تاتا موتورزمن الهند وبدأ كانت مكونه من شركة mahindra & mahindra (وهي لصناعة السيارات من الهند) والجميع في البداية اعرب عن اهتمامه في شراء ماركيس من شركة فورد.
أعلن الصانع أنتوني بامفورد، وهو رئيس الحفارات البريطانية اعرب عن رغبته في شراء الشركة في آب / أغسطس 2006، ولكن عندما أعلن قبل البيع على انه يجب أن تنطوي الصفقة أيضا على بيع لاند روفر معها في عشية عيد الميلاد عام 2007، مشيرا إلى تعقيدات في التعامل والذي قال انه لا يود شرائها.
اعلنت فورد في 1 كانون الثاني / يناير 2008 بيان رسمي على ان السعر المفضل يعود إلى شركة تاتا موتورز كما تلقت موافقات من اتحاد العمال العام (tgwu) وكذلك من فورد. وفقا لقواعد عملية المزاد، ويلغي هذا الإعلان تلقائيا اهلية أي من مقدمي الطلبات المحتملة الأخرى.
وتعهدت فورد ان تكون ملتزمه على الاستمرار في المناقشات التفصيليه مع شركة تاتا لتسوية قضايا تتراوح بين شواغل العمل مثل: الأمن الوظيفي والمعاشات والتكنولوجيا (نظم تكنولوجيا المعلومات وإنتاج المحركات، وكذلك سعر البيع النهائي). فورد وقعت على كتب وتعهدات أكثر شمولا من ناحيتها للعناية الواجبه لشركة تاتا. في 18 اذار / مارس 2008، نقلت وكالة رويتر ان المصرفيين الأمريكيين سيتي وج ب مورغان يوقعون الاكتتاب في قرض من 3 مليارات دولار لتمويل الصفقة.
عن طريق شراء شركة تاتا موتورز
في 26 آذار / مارس 2008، فورد اعلنت انها قد وافقت على ان تبيع لاند روفر وجاغوار لشركة تاتا موتورز الواقعة في الهند، وكان من المتوقع ان تكتمل عمليات البيع بحلول نهاية الربع الثاني من عام 2008. في صفقة الحقوق البريطانية الأخرى لثلاثة أنواع من جاغوار الخاصة هي Daimler، فضلا عن اثنين من الماركات التي لم تلاقِ الرواج هما lanchester وRover في 2 حزيران / يونية 2008 خطوات البيع لشركة تاتا انجزت من قبل الطرفين.

## نماذج تاريخية

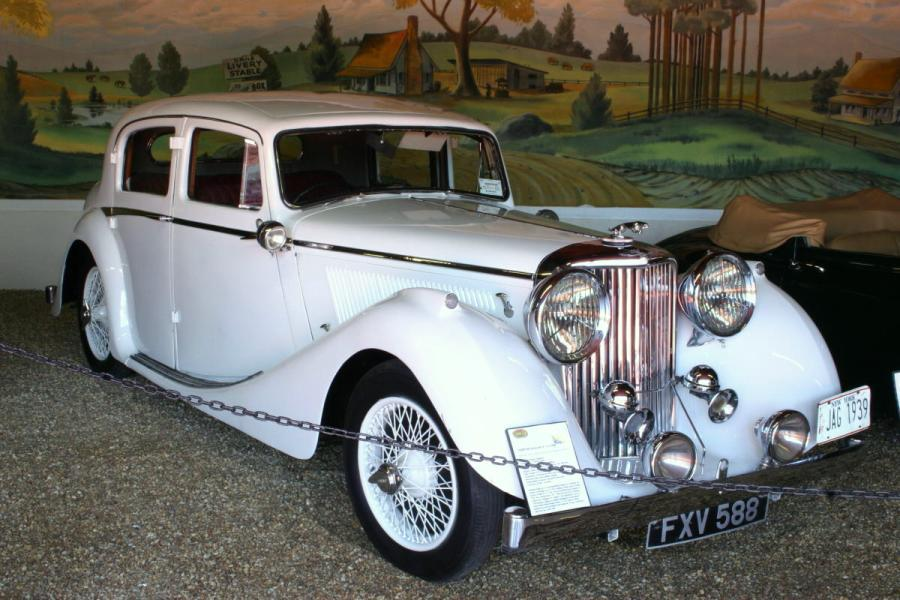
1939 SS 3-1/2 Litre Saloon

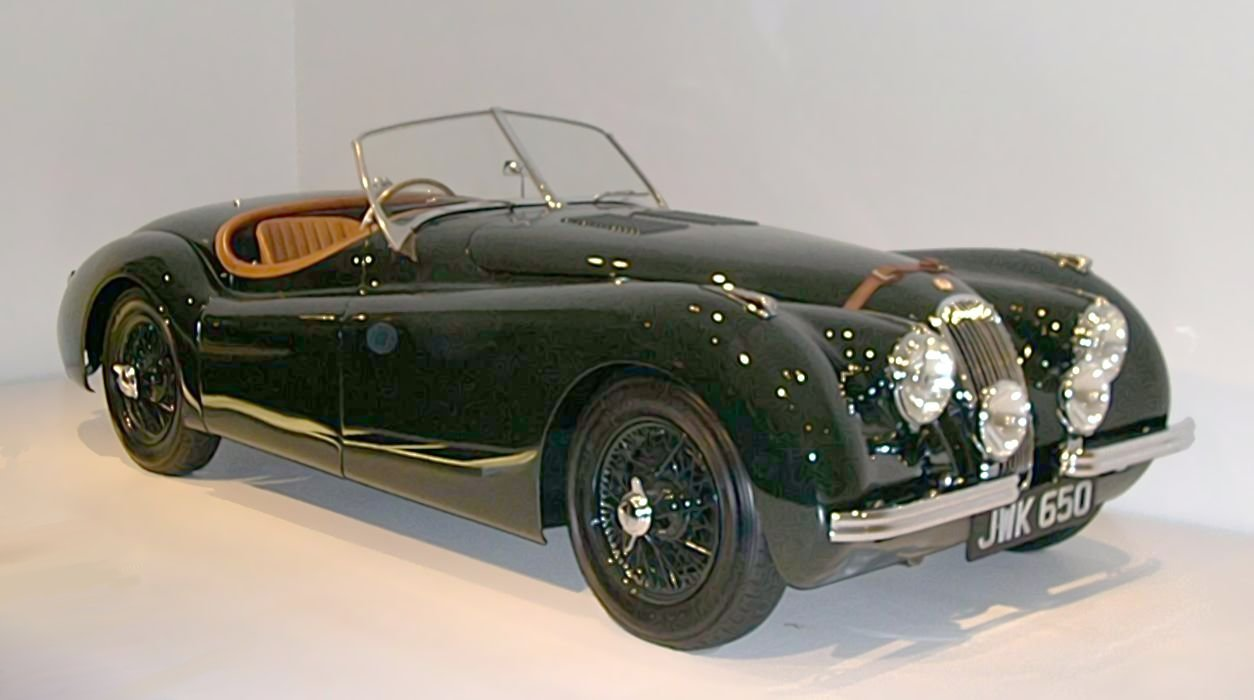
1950 جاكوار أكس كي120 from the رالف لورين collection

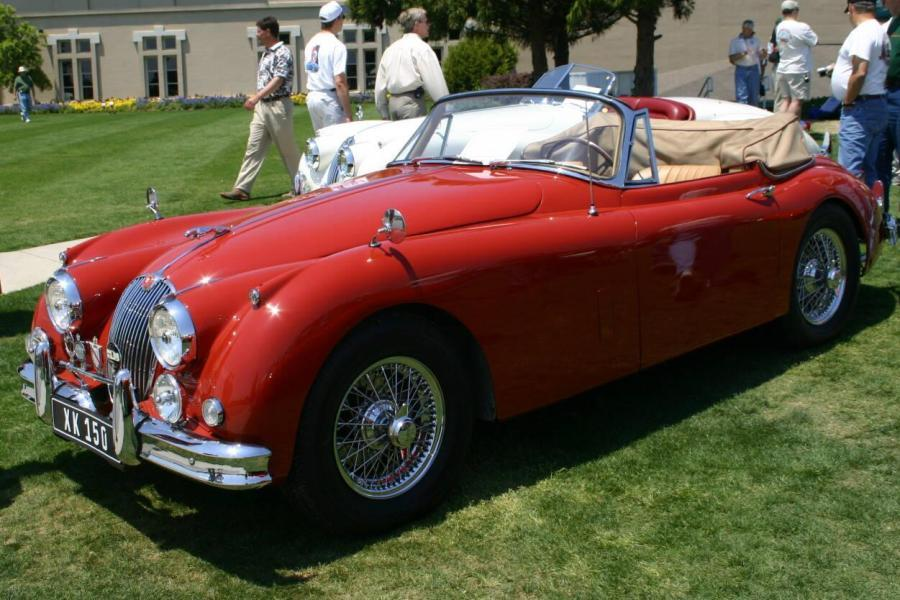
1958 جاكوار أكس كي150 Roadster

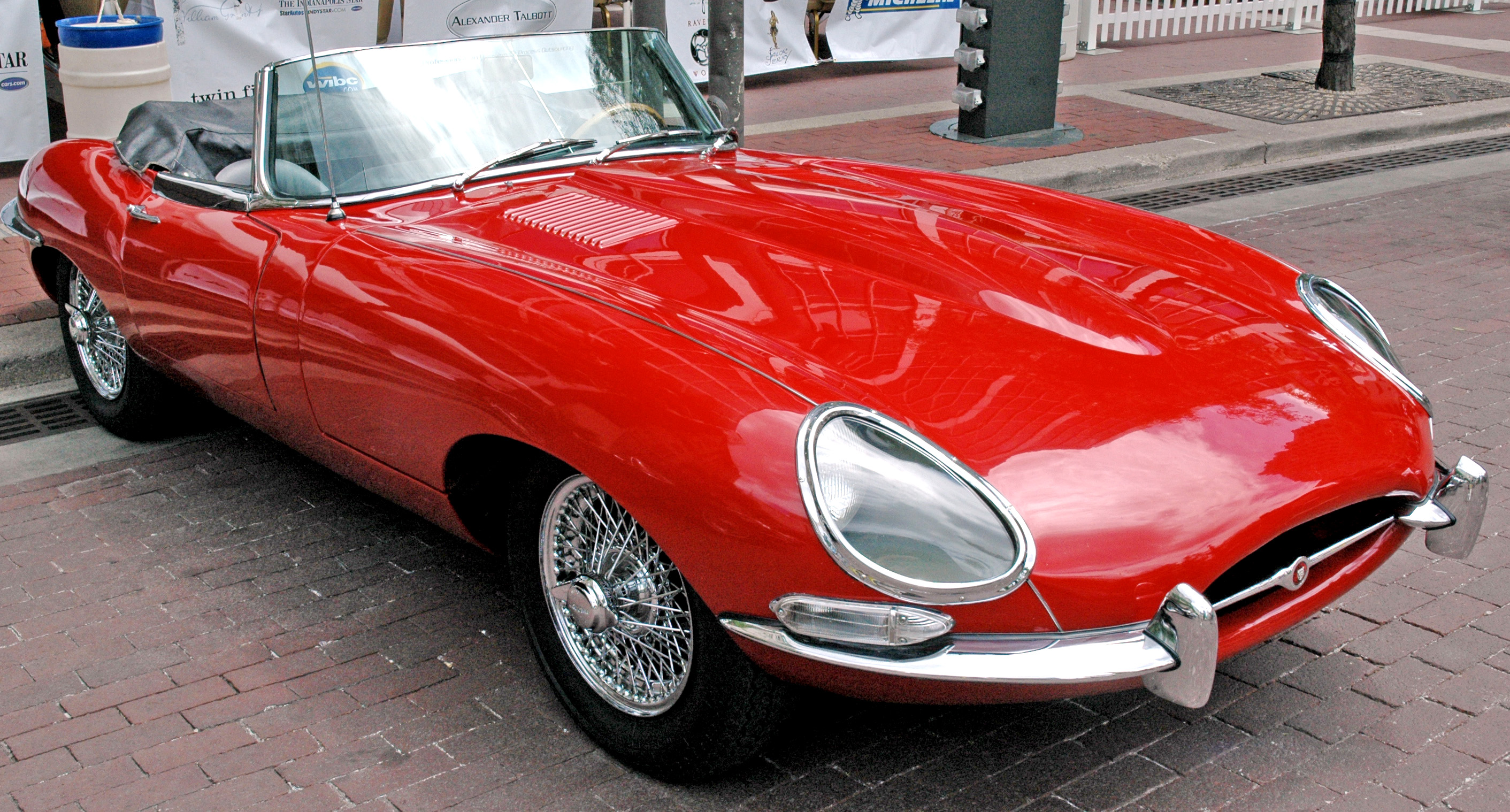
A 1963 جاكوار أي-تايب on display in إنديانابوليس (إنديانا)

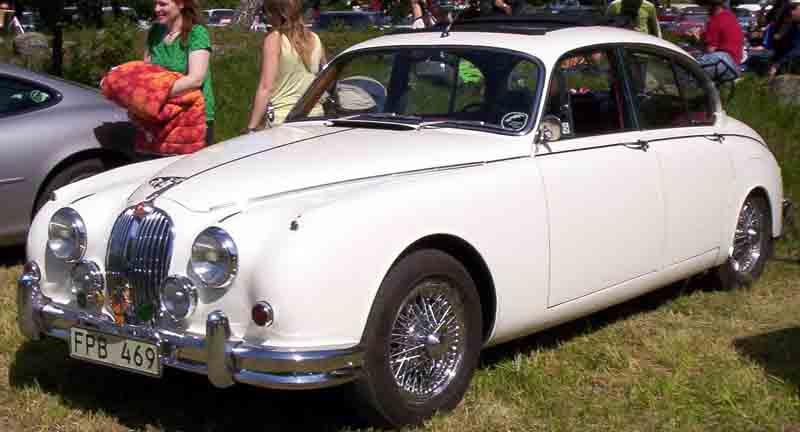
جاكوار مارك 2 3,4-Litre Saloon 1966

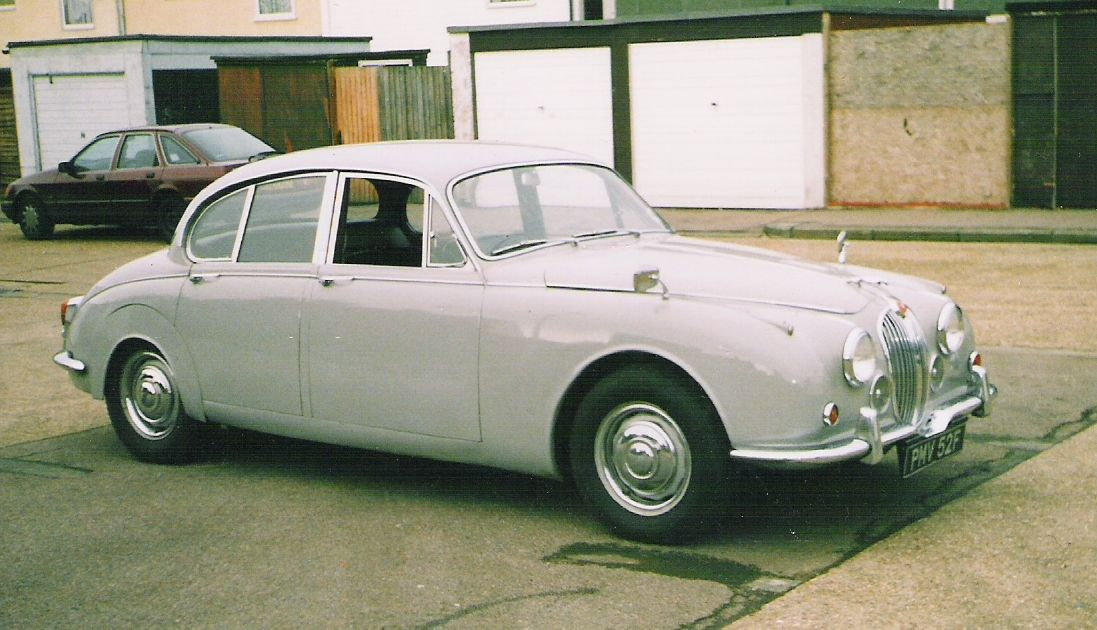
A 1968 جاكوار مارك 2 small saloon

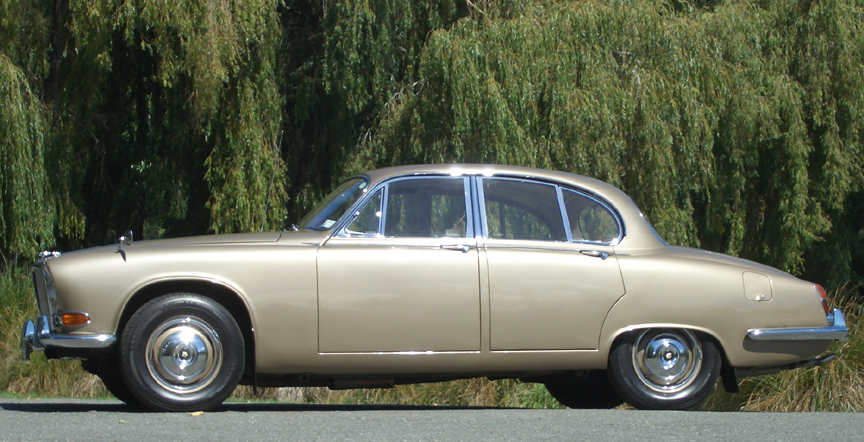
A 1968 جاكوار 420 sports saloon

وقد بدأت الشركة جاغوار في إنتاج المحركات المستخدمة من قبل شركة Standard Motor Company من فترة ما قبل الحرب وبالاحجام 1,5، 2,5 و 3,5 لتر حيث كان المحرك سعة 1,5 لتر يتكون من أربع أسطوانات ولا يزال المحرك بنفس المواصفات القياسيه التي توفرها. وقد أصبحت هذه السيارات بشكل غير رسمي على النحو المعروف بـ [Mark IVs]
أول نموذج ما بعد الحرب لعام 1948 صنع مع علبة تروس خامسه والمتاحة مع المحركات اما 2,5 أو 3,5 لتر وكان أكثر تبسيطا من ظهور نماذج ما قبل الحرب، ولكن الأهم من ذلك هو تغيير لجبهة الفرامل وأجهزة التعليق الهيدروليكيه المستقلة.
وكان الإطلاق في عام 1948 من السيارة الرياضية xk120 نجاح كبير، مع XK الجديدة المزدوج فوق عمود حدبات (DOHC) 3,5 لتر محرك الأسطوانات الست التي صممها William Heynes وWalter Hassan وClaude Baily.
هذا وقد تم تصميم محرك خلال الليالي الطويلة أثناء الحرب في المصنع. وبعد عدة محاولات أخيرة تم التوصل إلى التصميم النهائي له. حتى ان William Lyons قال «اجعلو محركاتها اهدء». قد يقصد منه ان يكون نموذجا للإنتاج يقل عن 200 مركبة باعتبارها اختبار لمحرك جديد لحين يتم اعتمادها وتعد كعلامة جديدة للصالون ذات الفئة السابعة. وقد استقبال الإنتاج من النوع xk120 والذي استمر حتى 1954، وهي التي تتبعها xk140، xk150، وهي التي حافظت على جاغوار في صدارة سوق السيارات الرياضية.
عرض مارك الصالون الفئة السابعة في عام 1951، من خلال تصور سيارة خاصة للسوق الامريكى وجاغوار وجدت نفسها غارقه في وقت قريب مع الاوامر منخلال تجمع الاستعراضات والهذيان الذي صاحبها في المجلات مثل: Road & Trackو The Motor. في عام 1956 فازت بمراتب مرموقه في رالي مونتي كارلو.
في عام 1955 مارك 1 الصالون الصغيرة كانت أول سيارة جاغوار استخدمت محرك بحجم 2,4 لتر وهو نسخة من محرك XK. في عام 1959، تم تحسين السيارة مع المحرك الأكبر والأوسع نطاقا وان جاغوار أنتجت نماذج أكثر من أي وقت مضى. وستكون له الشعبية البريطانية بالإضافة إلى قوات الشرطة لصغر حجم المحرك وقوته وخفة وزنه.
وقد أدرج في عام 1963 التعليق الخلفي المستقل من علامة X، في عام 1967 ويعد ألغاء الصالون الصغيرة أصبحت المجموعة تسمى بـ 240/340
من أحدث الصالونات، وأهمها هو XJ (1968 - حتى الآن)، لا تزال سيارات جاغوار الصالون بالنسبة للكثيرين ومنذ عام 1968 وخصوصا سلسلة XJ هي الأولى وقد شهدت تغيرات كبيرة من عام 1973 إلى، 1979 سميت بالمجموعة الثانية، ثم إلى 1986(المجموعة الثالثة) أوروبا / الولايات المتحدة 1987 (xj40)، 1995 (x300)، 1997 (إلى الخامس - 8 تعمل بالطاقة x308)، 2003 (هذا النموذج، x350). أكثر النماذج الفاخره لـ XJ تحمل اما لوحات Vanden Plas (الولايات المتحدة) أو لوحات ديملير (بقية العالم).

## إكس كيه 150 رودستر
- الطراز الثالث والأخير من مجموعة (إكس كيه) كان طراز (إكس كيه 150). والذي يسهل تمييزه من خلال الزجاج الأماميّ الجديد المنحني، واستفاد هذا الطراز من سنوات التطوير العديدة منذ إطلاق أوّل طراز (إكس كيه 120) عام 1948. أحد أهم التطويرات التي أجريت على طراز (إكس كيه 150) كان استخدام مكابح (دنلوب) القرصية. حيث كانت هذه المكابح محل تركيز المنشورات الدعائية التي وضّحت أن المكابح القرصية استخدمت لأوّل مرة على سيّارة (الفئة سي) التي فازت بسباق (لو مان) عام 1953.
- اثنان من الخيارات المتاحة لطراز (إكس كيه 150) كانا يشتملان على ناقل تروس أوتوماتيكيّ وإطارات سلكيّة الشكل.
- كانت السيارة مزوّدة بمحرّك مستقيم سداسيّ الاسطوانات تلقائيّ التزوّد بالهواء بسعة 3.4 لتر، ويولّد قوّة 190 حصان عند سرعة دوران تبلغ 5,500 دورة في الدقيقة، كما كان يتوفّرً طراز اختياريّ بمعدّات خاصة يستخدم رؤوس اسطوانات من (الفئة بي) ومكربن مزدوج من نوع (إس يو إتش دي 6) يولّد قوة 210 حصان. وفوق طراز (إس إي) الآنف الذكر كان هنالك طراز (الفئة إٍس) الذي كان يستخدم رؤوس اسطوانات بفتحات مستقيمة وثلاثة مكربنات (إس يو إتش دي 8) ليولّد قوّة 250 حصان عند سرعة 5,500 دورة في الدقيقة.

## جاغوار XJ سبورت باك
تمثل سيارة جاغوار إكس جي نقلة نوعية من العصر التقليدي إلى العصر الحديث. فبعد أكثر من 15 عاما من الالتزام بتصميم تقليدي يعود إلى الستينيات لكل فئاتها، ابتعدت جاغوار عن الماضي وراحت تنافس الشركات الألمانية في التجديد والتحديث.
تشبه جاغوار إكس جيه الجديدة شقيقتها الصغرى إكس إف في الشكل العام ولكنها تتفوق عليها في فخامة التجهيز الداخلي وأيضا في بعض ملامح التصميم الخارجي، الذي يبدو أكثر رياضية وحداثة. وهي وإن كانت لا توفر حجم وسعة المنافسة الألمانية في القطاع نفسه إلا أنها تتفوق في التجهيز وفي حداثة التصميم. وتقدم الشركة سيارة جاغوار في فئتين واحدة بالحجم العادي والأخرى بالقاعدة الطويلة، كما تقدم فئة عليا رياضية اسمها سوبر سبور.
من مزايا هذه السيارة المرموقة التي تتمتع بانسيابية عالية استخدامها لمصابيح من نوع باي زينون وأضواء إل إي دي، مع نظام ضوئي على المرايا الجانبية لمراقبة النقاط العمياء، كما تتمتع بهدوء ملحوظ عند الانطلاق السريع بفضل زجاج مزدوج للنوافذ.
أضيف إلى سيارة جاغوار اكس جيه ذات القاعدة العريضة بعض الملامح الفخمة في المقصورة الداخلية وخاصة في المقاعد الخلفية، مثل المناضد المصقولة في ظهر المقاعد الأمامية ومرايا الزينة المضاءة وبالطبع مع حيّز كبير للساقين.
وتتميّز نسخة جاغوار اكس جيه سبورت باك بملامح قوية مثل التعليق المشدود وإمكانية اختيار الانطلاق الديناميكي الرياضي، الذي تتحول معه مؤشرات لوحة القيادة إلى اللون الأحمر، ويتم تشديد الأحزمة في لمسة مسرحية.
ويمكن ضبط المقاعد الأمامية كهربائيا من 20 زاوية مع إمكانية التبريد والتدفئة، كما توفر نظاما موسيقيا عالي الجودة، من نوع باورز آند ويلكنيز بقدرة 1200 وات عبر عشرين سماعة، مع إمكانية توصيل أدوات موسيقية خارجية عبر مدخل يو إس بي.
وتوفّر مقصورة جاغوار اكس جيه سبورت باك تقنية بلوتوث اللاسلكية، إلى جانب سقف بانورامي يعزز الإحساس بالرحابة والضوء داخلها. ويضاف إلى ذلك حجم كبير لصندوق الأمتعة الخلفي الذي يتسع لـ 520 لتر.
وتتوافر جاغوار XJ سبورت باك باربع محركات؛ الأول V8 شاحن توربيني تتواجد تفاصيله في الأسفل، والمحرك الثاني V8 شاحن توربيني يولد قوة 463 حصان ليتسارع من 0 إلى 100 كم/س في 5.2 ثانية وتبلغ سرعته القصوى 250 كم/س، والمحرك الثالث V8 شاحن توربيني يولد قوة 379 حصان ليتسارع من 0 إلى 100 كم/س في 5.7 ثانية وتبلغ سرعته القصوى 250 كم/س، والمحرك الرابع V6 يولد قوة 235 حصان ليتسارع من 0 إلى 100 كم/س في 8.7 ثانية وتبلغ سرعته القصوى 238 س.

## جاغوار اكس أي
جاغوار اكس أي 2016 هي سيارة جديدة كلياً من جاغوار، وقد كشفت الشركة عنها للمرة الأولى في شهر سبتمبر من العام الحالي 2014، وتعتبر أصغر سيارة في أسطول سيارات جاغوار الحالي وأخفها وزناً ولكنها مع ذلك أكثرها صلابة، وتتميز بهيكل قاعدي جديد تستخدمه الشركة لأول مرة، ما أتاح إمكانية طرحها بنظام الدفع الخلفي أو الكلي للعجلات، وهي أول سيارة في العالم ضمن فئتها تستخدم مقصورة مستقلة مصنوعة من الألومنيوم.
وبالطبع تظهر في الأمام أضواء جاغوار المعتادة على شكل حرف J مع فتحات تهوية مبتكرة على جانبي الصادم تنقل حركة الهواء إلى سطح العجلات لتخفف من الاحتكاك، بينما ينحدر السقف المائل إلى الخلف ليتمم الشكل القوسي مع الزجاج الخلفي، وتظهر من الخلف الأضواء الحمراء الضخمة التي تتوسط الواجهة الخلفية مع مشتت هواء خلفي.
ولا تقل داخلية جاغوار اكس أي 2016 أناقة عن تصميمها الخارجي، حيث توفر المقصورة الواسعة للركاب في الأمام مستوى عال من الاستقلالية من خلال الكونسول الوسطي العريض ذي الخطوط التصميمية الانسيابية التي تتكامل مع لوحة الأدوات، كما يضم الكونسول الوسطي شاشة تعمل باللمس قياس 8 إنش كجزء من نظام (إنكنترول) الترفيهي المعلوماتي الجديد.
ويمكن للركاب في الأمام والخلف على حد سواء الاستمتاع بمساحة واسعة للرأس والأقدام، مع مقاعد مريحة مفروشة بالجلد ومطرزة، كما استخدمت جاغوار اكس أي 2016 تزييناً من الخشب والأسطح السوداء اللامعة مع الألومنيوم وألياف الكربون لتعزز الإحساس بالفخامة.
وتتوفر جاغوار اكس أي 2016 بخمسة نسخ مختلفة من حيث المواصفات، وهي نُسخ (بيور) ذات المواصفات المحدودة و (بريستيج) نص فل و (بورتوفوليو) فل بالكامل، إلى جانب نسخة (ار سبورت) الرياضية، ونسخة اس عالية الأداء؛ حيث زُوّدت جاغوار اكس أي نسخة اس بمحرك V6، بينما زُوّدت باقي النسخ بمحرك رباعي الاسطوانات سعة 2 لتر، وفي الأسفل يمكنك مشاهدة مواصفات هذه النسخة الأقوى.

### النماذج
الرياضية:
- 1948–1954 جاكوار أكس كي120
- 1954–1957 جاكوار أكس كي140
- 1957–1961 جاكوار أكس كي150
- 1961–1974 جاكوار أي-تايب
- 1975–1996 جاكوار أكس جي أس
- 1997–2005 جاكوار اكس كي (X100)
- 2006-date جاكوار اكس كي (X150)

العائليه والمتوسطة:
- 1935–1949 1½ Litre saloon
- 1955–1959 جاكوار مارك
- 1959–1967 جاكوار مارك 2
- 1963–1968 جاكوار أس-تايب
- 1966–1968 جاكوار 420
- 1966–1968 جاكوار مارك 2
- 1999-2008 جاكوار أس-تايب
- 2001-date جاكوار أكس-تايب

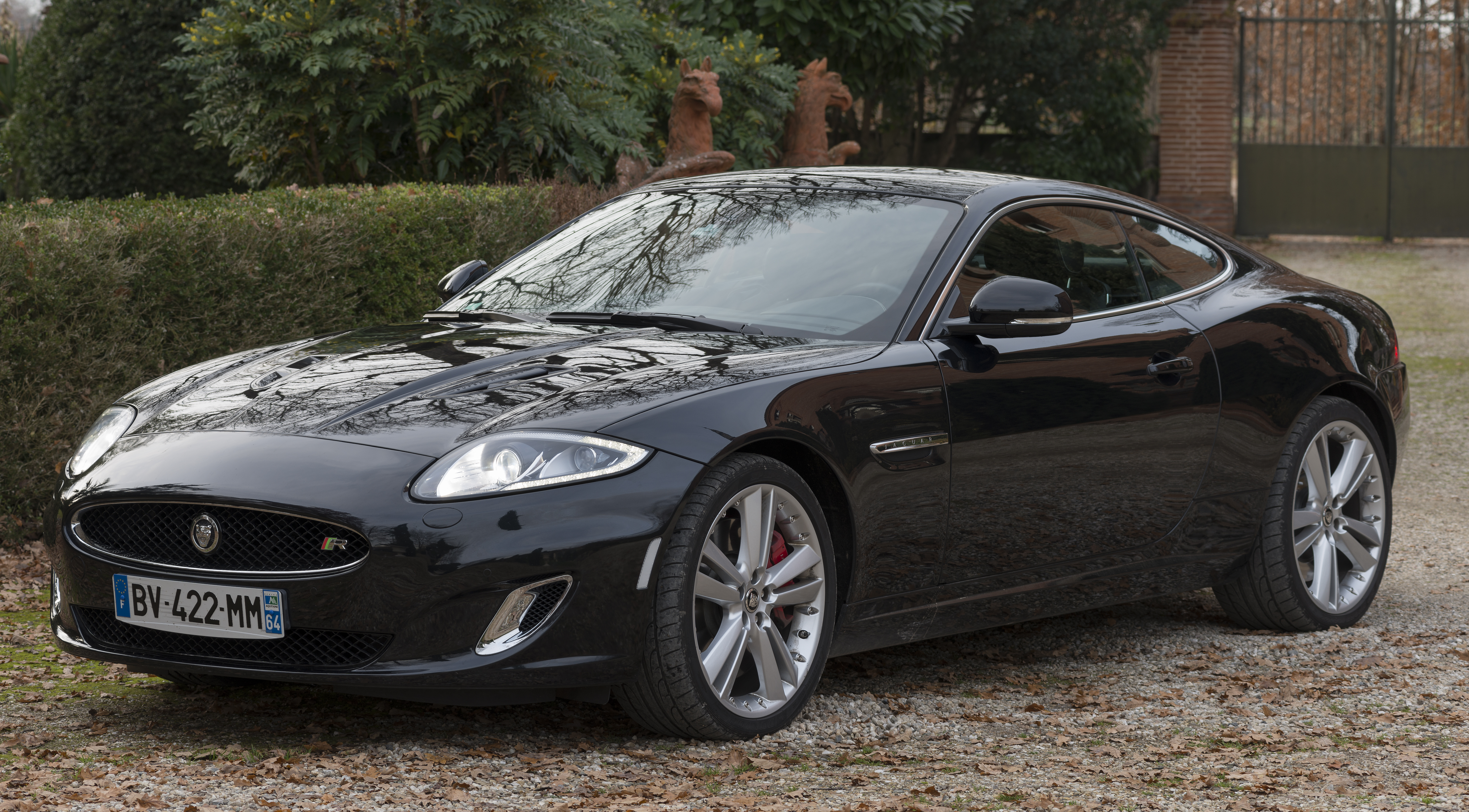
Jaguar XKR

- 2008-date جاغوار إكس إف (new model replacing S-Type)

 الفخامة:
- 1935–1948 2½ Litre saloon
- 1937–1948 3½ Litre saloon
- 1948–1951 جاكوار مارك 5
- 1951–1957 جاكوار مارك 7
- 1957–1959 جاكوار مارك 8
- 1959–1961 جاكوار مارك 9
- 1961-1970 جاكوار مارك إكس
- 1966-1970 جاكوار مارك إكس
- 1968–1987 جاكوار أكس جي Series 1, 2 & 3
- 1972–1992 جاكوار أكس جي
- 1986–1994 جاكوار أكس جي (XJ40)
- 1993–1994 جاكوار أكس جي (XJ81)
- 1995–1997 جاكوار أكس جي (X300 & X301)
- 1997–2002 جاكوار أكس جي (X308)
- 2003–date جاكوار أكس جي (X350)

## المحركات
جاغوار قد وضعت أربعة اجيال من المحركات.

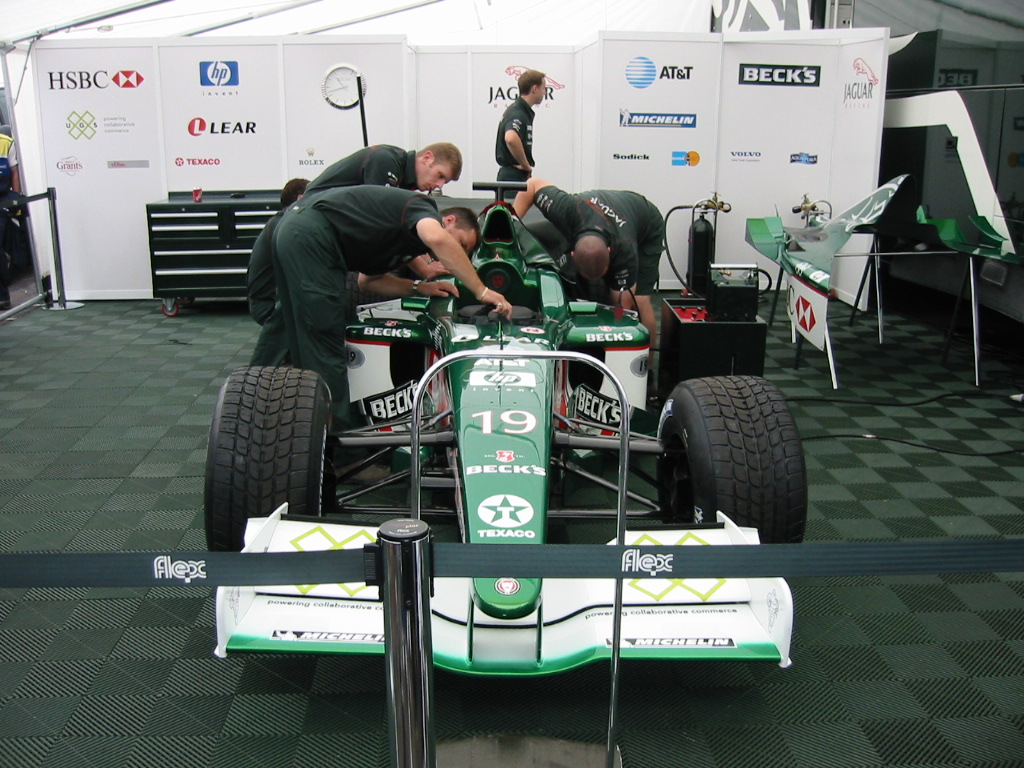
Jaguar R2

• محركات التاريخية:
- - Jaguar XK6 engine – inline-6
  - Jaguar V12 engine – محرك V12
  - Jaguar AJ6 engine – inline-6

• المحركات الحالية:
- - Jaguar AJ-V8 engine – V8
  - Jaguar AJ-V6 engine – V6

## النماذج الحالية
| 2007 Jaguar Model Line-up |                                      |                                        |                                     |
| Model                     | US Type                              | Price Range                            | Notes                               |
| جاكوار أكس جي             | سيارة عائلية كبيرة سيارة فارهة سيدان | £43,642 - £60,252 ($64,250 – $116,000) |                                     |
| جاكوار أس-تايب            | سيارة تنفيذية سيارة فارهة سيدان      | £29,097 - £45,102 ($46,500 – $66,500)  | To be replaced by the جاغوار إكس إف |
| جاكوار أكس-تايب           | سيارة فارهة سيدان and ستيشن واغن     | £21,500 -£30,995 ($33,500 – $37,500)   |                                     |
| جاكوار اكس كي             | سيارة رياضية/كوبيه/Convertible       | £60,097 - £76,097 ($75,500 – $93,000)  |                                     |
| جاغوار إكس إف             | سيارة رياضية/سيدان                   | £33,900 - £54,900 ($49,975 - $62,975)  |                                     |

## النماذج الاختباريه
- Pirana (1967)
- XK180 (1998)
- F-type (2000) – Roadster, similar to the XK8 but smaller
- R-Coupé (2002) – Luxury four-seater coupé, closest competitor being the بنتلي كونتيننتال جي تي
- Fuore XF 10 (2003)
- R-D6 (2003) – Compact four-seat coupé
- XK-RR – A high-performance version of last generation جاكوار اكس كي coupé
- XK-RS – Another performance-spec version of last generation جاكوار اكس كي convertible
- Concept Eight (2004) – Super-luxury version of the long-wheelbase model of the جاكوار أكس جي
- جاغوار إكس إف (2007)
- جاغوار آي-بيس

## معرض الصور

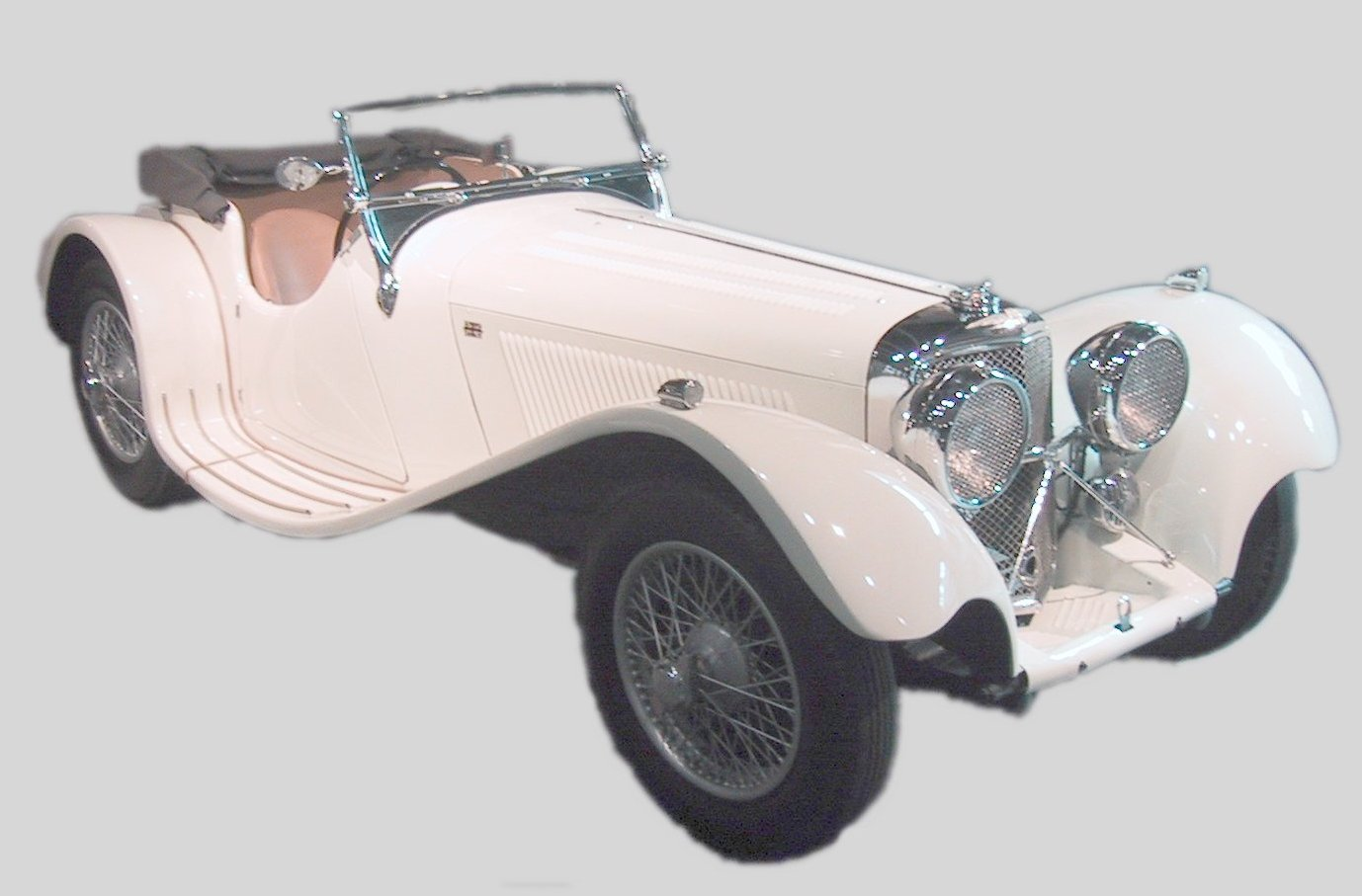
1937 Jaguar SS 100
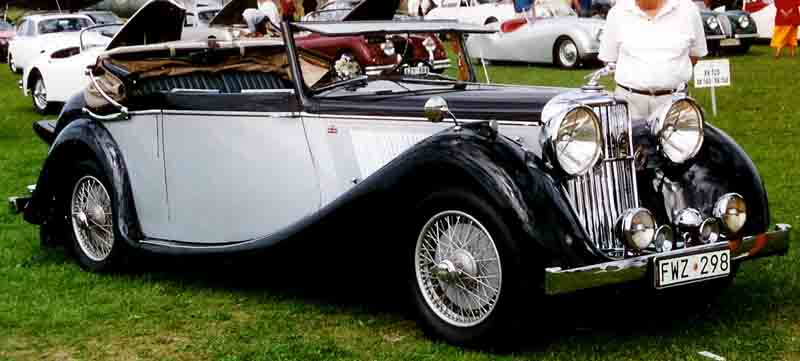
Jaguar 2½-Litre Drophead Coupé 1948
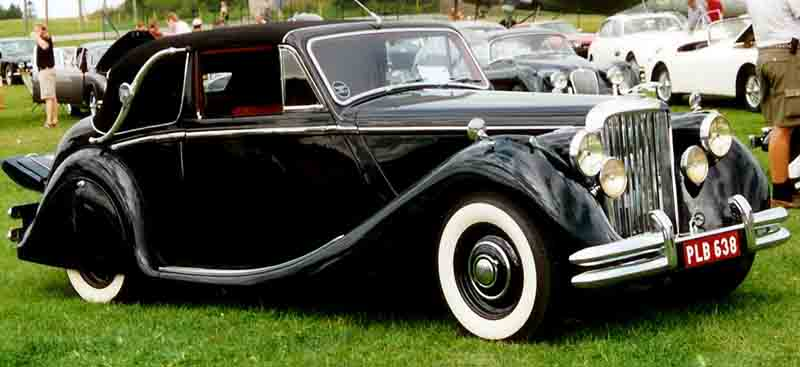
Jaguar Mark V Drophead Coupé
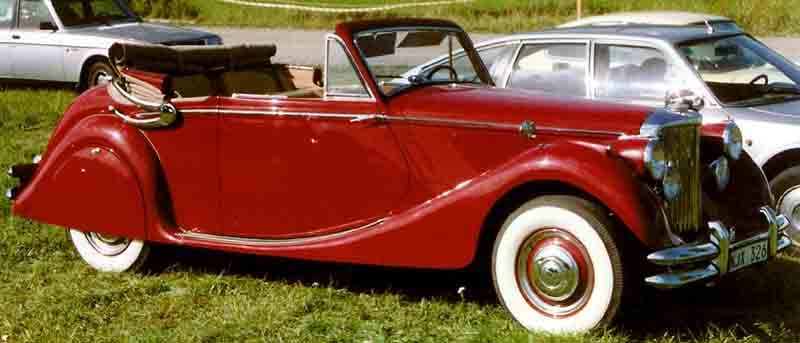
Jaguar Mark V Drophead Coupé 1950
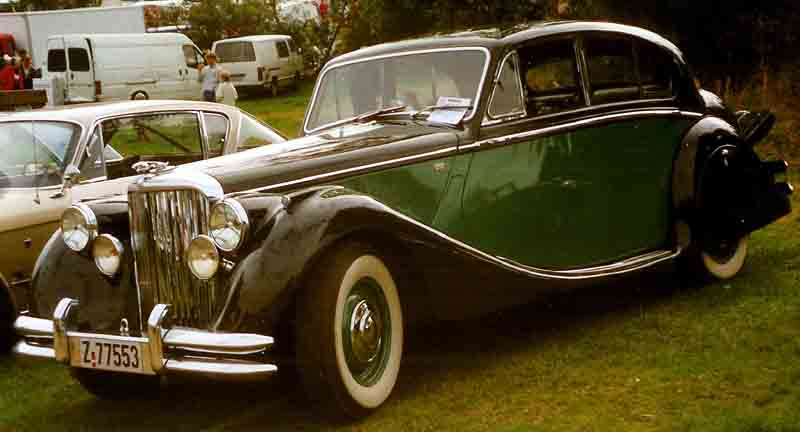
Jaguar Mark V Saloon
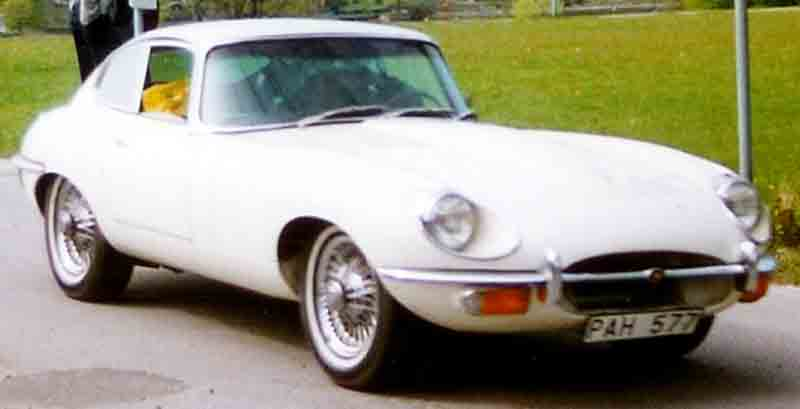
Jaguar E-Type Fixed-head Coupé 1971
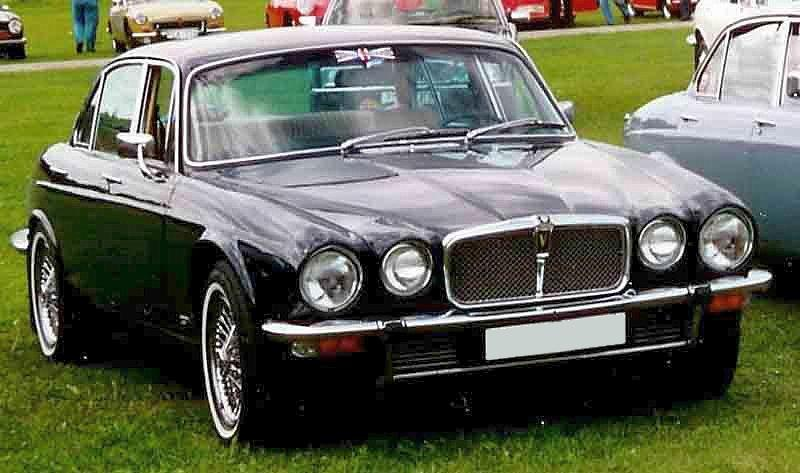
Jaguar XJ12 Saloon 1974
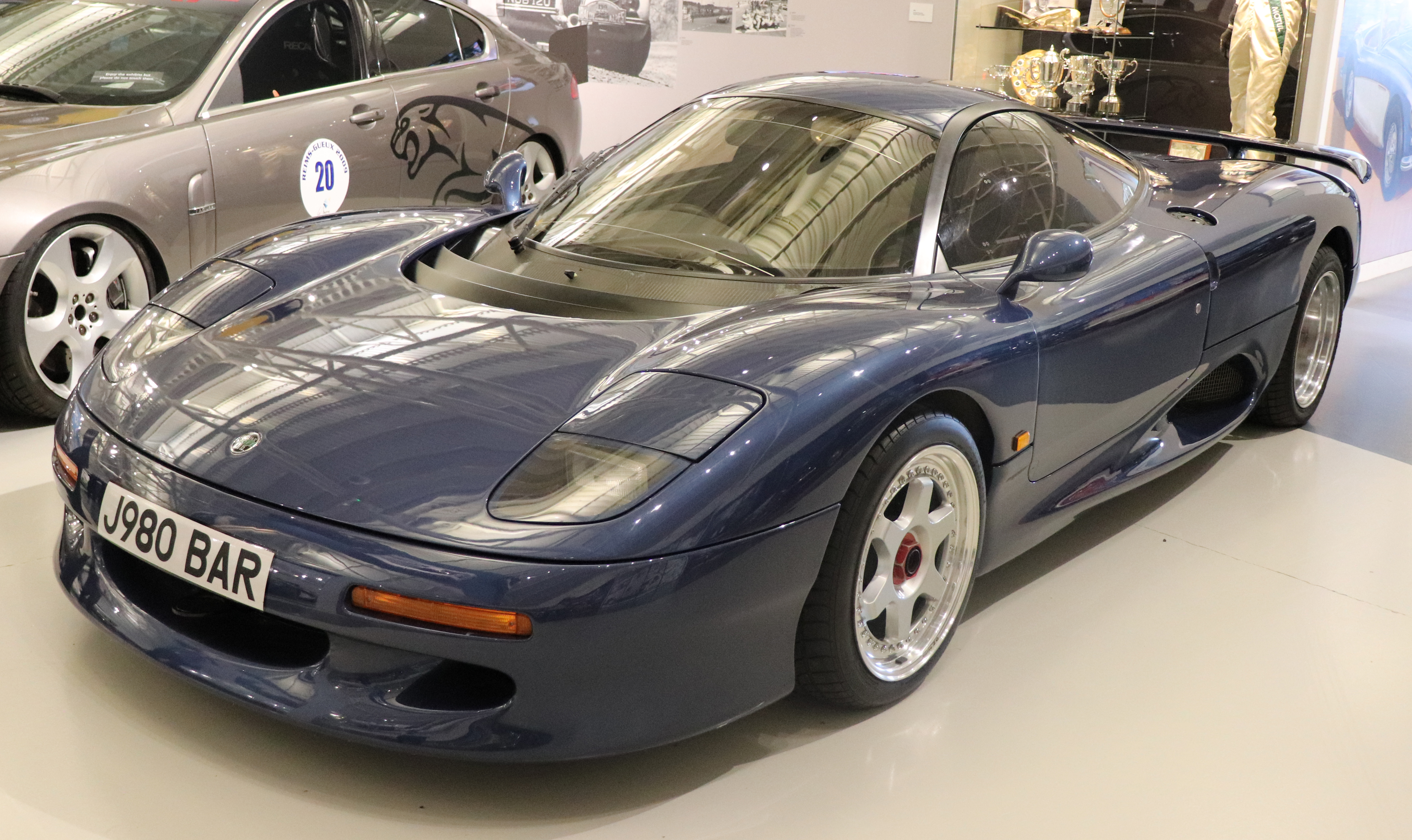
1991 Jaguar XJR-15
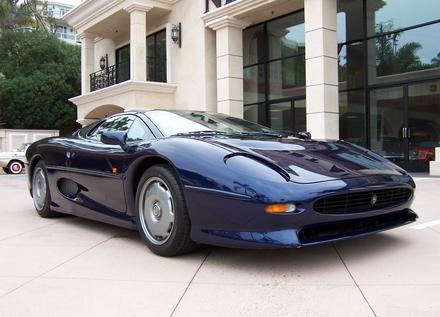
1992 Jaguar XJ220
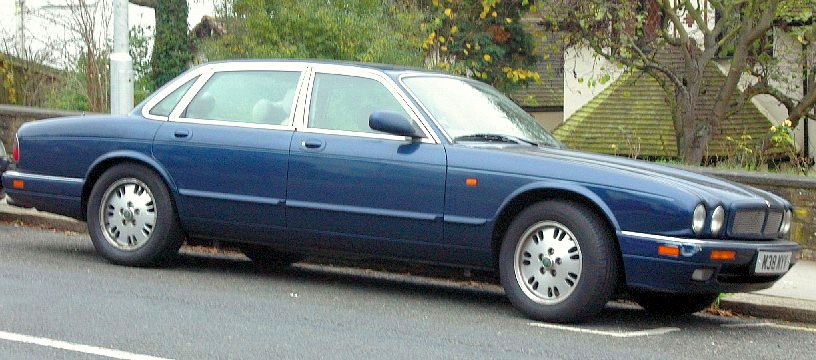
1995 Jaguar XJ6 (Sovereign)
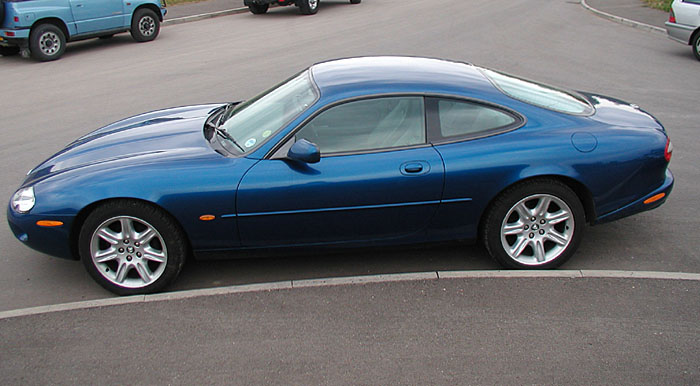
Jaguar XK8

### جاغوار الرياضية
- جاكوار سي-تايب (1951–53)
- جاكوار دي-تايب (1954–57)
- جاكوار أي-تايب
- Jaguar XJR Sportscars
- Jaguar XJR-9 (1988)
- جاكوار أكس جي220 (1988)
- XJR-15 (1990)

## اقرأ أيضا
- جاغوار آي-بيس